# Тихорський Хома Трохимович
Хома Трохимович Тихорський (* 23 жовтня 1733, Домантове, сучасний Золотоніський район — † 14 лютого 1814, Санкт-Петербург), лікар, почесний академік Петербурзької Академії Наук (з 1798).

## Життєпис
Походив з козацької родини на Полтавщині. Навчався в Києво-Могилянській Академії, потім при Петербурзькому адміралтейському шпиталі (1759), де залишився викладачем; 1765 при Лейденському Університеті захистив докторську дисертацію (про причини подагри). 1768 — 1778 — викладач шпитальних шкіл у Петербурзі; 1779 — 1799 — член Медичної Колеґії, а згодом Медичної Ради. Автор посібника з судової медицини. Його учнями були: Степан Андрієвський, Данило Самойлович, Яків Саполович та інші відомі лікарі.